# Juravorstadt 2a

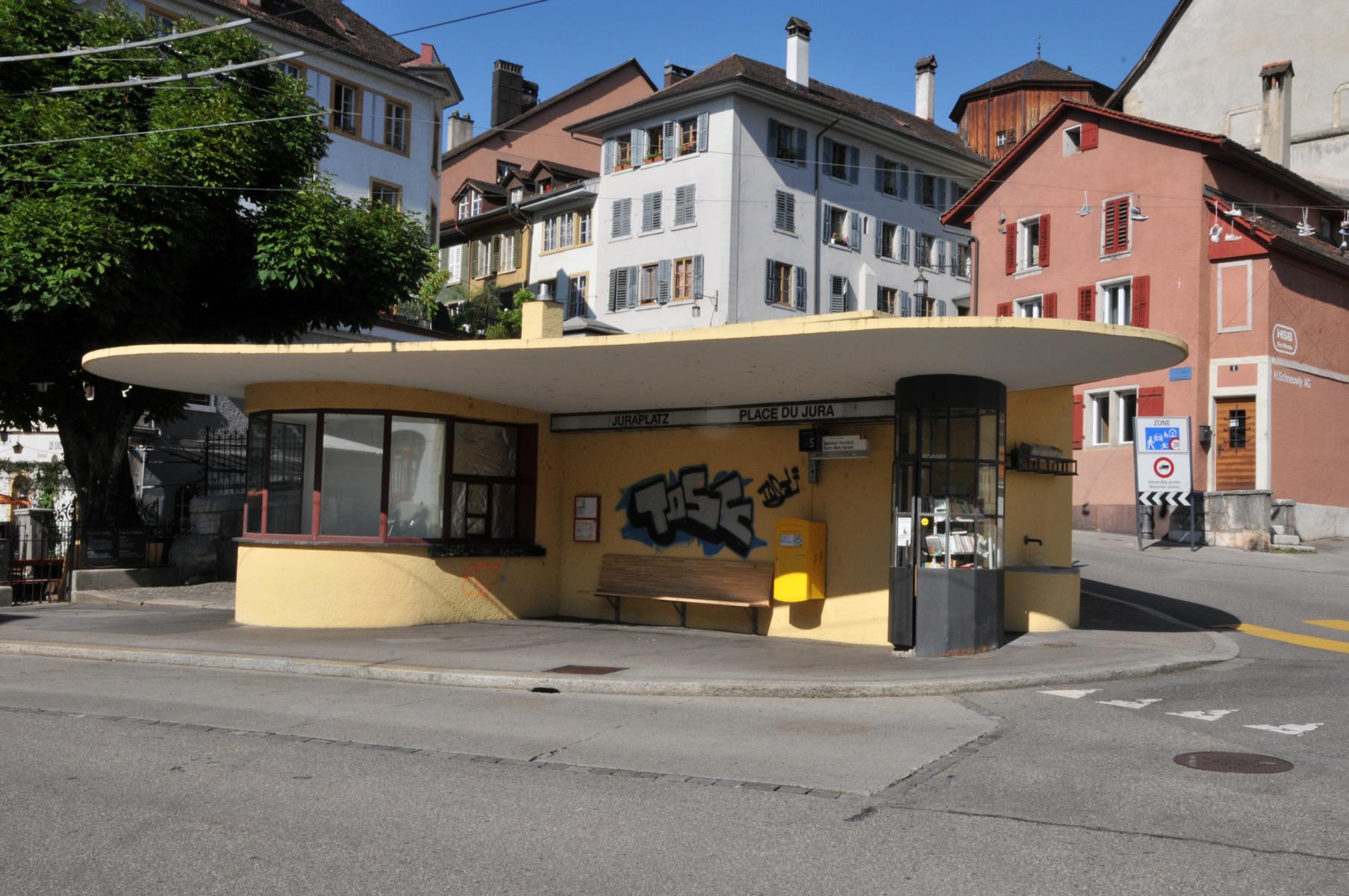
Gesamtansicht (2022)

Die Juravorstadt 2a ist ein ehemaliges Wartehäuschen in Biel (französisch Bienne) im Kanton Bern in der Schweiz. Es wurde 1933 errichtet und als Bauwerk der «Bieler Moderne» 2003 unter Denkmalschutz gestellt.

## Lage
Das Gebäude befindet sich im Quartier Neustadt Nord (Nouvelle ville nord) nördlich der Schüss. Es gehört zur Baugruppe D (Juravorstadt) und liegt an der Juravorstadt (Nummer «2a»). Im Westen entwickelt sich die Bieler Altstadt mit vielen Baudenkmalen. Die ebenfalls denkmalgeschützte Grand Garage du Jura liegt 100 Meter östlich.

## Geschichte
Der erste «Tramway-Wartesaal» wurde hier 1902 am Standort des «Juraplatz-Brunnens» errichtet. Der Nachfolgebau wurde 1933 als Tramwartehalle, Transformatorenstation, Kiosk und Bedürfnisanstalt geplant. In den Jahren 1927 bis 1948 wurde das «Bahnhofquartier» nördlich des Bahnhofs geschlossen nach Bauvorschriften des Neuen Bauens errichtet. Es gilt mit einheitlich geplanten Strassenzügen in der Schweiz als «einzigartig». Auch ausserhalb dieses Quartiers fanden Gebäude der Moderne Bauherren. Die städtischen Verkehrsbetriebe planten Wartehäuschen, die «als Symbole für Fortschritt und Modernität» vom «avantgardistischen Gestaltungswillen» zeugten. Das Bauwerk diente zuletzt nur noch als Bushaltestelle wird inzwischen aber nicht mehr angefahren. Der Kiosk wird durch Künstler genutzt, die ehemalige Telefonzelle dient dem Tausch von Büchern  (Stand Juni 2022). 
Das Gebäude wurde 2003 rechtswirksam im Bauinventar des Kantons als «schützenswert» verzeichnet. Kulturgüter-Objekte der «Kategorie C» wurden (Stand: Juli 2022) noch nicht veröffentlicht.

## Beschreibung
Das Bauwerk ist dreieckig angelegt und dem ansteigenden Terrain angepasst. Das «elegante», weit ausladende Betondach wird im Westen durch den halbkreisförmigen Kiosk getragen, im Osten durch die runde, in Metall ausgeführte Telefonzelle, neben ihr spendet ein kleiner Brunnen Wasser. Im rückwärtigen Teil waren Trafo, Toiletten und Tröckneraum untergebracht.
Die Inschrift zeigt die Haltestelle «JURAPLATZ – PLACE DU JURA».

## Belege
1. 1 2 3 4 5  Denkmalpflege des Kantons Bern: Biel/Bienne, Juravorstadt 2a. In: Bauinventar des Kantons Bern. Kanton Bern, abgerufen am 21. Januar 2024.

Koordinaten: 47° 8′ 34,6″ N, 7° 14′ 49,7″ O; CH1903: 585476 / 221348